# Minyue (sockenhuvudort i Kina, Heilongjiang Sheng, lat 45,05, long 127,05)
Minyue (kinesiska: 民乐, 民乐朝鲜族乡) är en sockenhuvudort i Kina. Den ligger i provinsen Heilongjiang, i den nordöstra delen av landet, omkring 84 kilometer sydost om provinshuvudstaden Harbin. Antalet invånare är 8 508. Befolkningen består av 4 232 kvinnor och 4 276 män. Barn under 15 år utgör 10,0 %, vuxna 15-64 år 78 %, och äldre över 65 år 10,0 %.
Runt Minyue är det ganska tätbefolkat, med 179 invånare per kvadratkilometer. Närmaste större samhälle är Wuchang, 17,2 km sydost om Minyue. Trakten runt Minyue består till största delen av jordbruksmark.
Genomsnittlig årsnederbörd är 855 millimeter. Den regnigaste månaden är juli, med i genomsnitt 188 mm nederbörd, och den torraste är januari, med 7 mm nederbörd.